# James Murray (2e duc d'Atholl)
Pour les articles homonymes, voir James Murray et Murray.
James Murray (Édimbourg, 28 septembre 1690 – Dunkeld, 8 janvier 1764), 2e duc d'Atholl, est un pair écossais, seigneur de l'île de Man, et le pygmalion du violoniste écossais Niel Gow (1727-1807).

## Biographie
Il est le fils de James Murray, 1er duc d'Atholl. De 1715 à 1724, il est député whig du Perthshire et l'un des fondateurs du Foundling Hospital de Londres.
En 1736, comme descendant de James Stanley 7e comte de Derby, il devient seigneur de l'île de Man, fonction qu'il occupe jusqu'en 1764. James Murray meurt à Dunkeld (Écosse) en 1764 à l'âge de 73 ans et est inhumé à Inveresk. Son frère George Murray est général lors de la rébellion jacobite, à laquelle James ne prit pas part

## Famille et descendance
Le 28 avril 1726, il épouse Jane Frederick dont il a quatre enfants :
- John Murray (1728–1729), marquis de Tullibardine, mort enfant.
- Jane Lindsay (v. 1730–1747), comtesse de Crawford
- Charlotte Murray (1731–1805), 8e baronne Strange (cf. Baron Strange) épouse en 1753 son cousin John Murray qui devient 3e duc d'Atholl et seigneur de Man
- James Murray (1735–1736), marquis de Tullibardine, mort enfant.

Sa première épouse meurt en 1748, et il épouse Jean Drummond le 7 mai 1749 à Édimbourg.